# ジヒドロキシアセトン
ジヒドロキシアセトン (dihydroxyacetone, DHA) は炭素数3のケトースで、グリセルアルデヒドと並び最も小さな単糖である。皮膚に塗布すると小麦色を呈するため、サンレスタンニング用の肌色着色料として使われている。サトウダイコンやサトウキビから精製するか、グリセリンを酸化させることにより作られる。

## 化学的性質
ジヒドロキシアセトンは吸湿性のある白色の粉末で、甘い味と特徴的な匂いを持つ。最も単純な構造のケトースで、不斉炭素を持たず、単糖の中で唯一光学活性がない。通常は二量体として存在し、等量の水、15倍量のエタノールにゆっくり溶解する。製造したてのものは単量体としても存在し、単量体は水、エタノール、ジエチルエーテル、アセトンなどに非常に溶けやすい。
DHAはしばしば、過酸化水素、第一鉄（二価鉄塩）などの触媒を用いたグリセリンの穏やかな酸化により、グリセルアルデヒドとともに生産される。

## 生物学的役割
リン酸基の結合したジヒドロキシアセトンリン酸 (DHAP) は、解糖系やカルビン・ベンソン回路の中間代謝物である。
ピルビン酸と結合したものは、脂肪燃焼効果があり筋肉を増強させるサプリメントとして売られている。

## 使用
ジヒドロキシアセトンは、ドイツの化学者により1920年代に、皮膚を茶色に着色する色素として発見された。しかし、第二次世界大戦中にはこの分野の研究は一時中断された。
1950年代にはシンシナティ大学のエヴァ・ウィトゲンシュタインがさらに研究を進めた。彼女の研究は糖尿病の子供たちにDHAを経口投与するというものだった。子供たちは大量のジヒドロキシアセトンを飲み、また皮膚に塗ることもあった。看護士らは、皮膚にDHAを塗布した数時間後にその部分が茶色に変色することに気づいていた。
ウィトゲンシュタインはさらに研究を進め、自分の腕にDHAを塗って常にそれが顔料の効果を持つことを確認し、DHAは角質層を突き抜けて浸潤するものではないことに気づいた。そこで尋常性白斑の患者の治療にDHAを用いる研究を続けた。
皮膚の着色には毒性は全くない。メイラード反応に似た機構であり、角質中のケラチンを構成するアミノ酸残基と反応する。各アミノ酸残基がDHAと異なった反応をし、黄色から茶色まで異なった色を呈する。生成した色素は総称してメラノイジンと呼ばれる。これは、紫外線による日焼けをしたときに生成される色素であるメラニンと良く似た構造を持つ。

### ワイン製造への利用
酢酸菌のAcetobacter acetiやGluconobacter oxydansはグリセリンを炭素源としてDHAを生産する。この機構はワインの甘さやアルコール度数の影響を敏感に受けるため、品質の一つの指標となる。またDHAはプロリンと反応してパンのような香りを与える。 

### サンレスタンニングへの利用
1960年代に、赤みがかった銅色を与える日焼けローションとして、Quick TanまたはQTの商品名で初めて売り出された。すぐに他社が追随したが、それまでの日焼けローションの品質の悪さからすぐに受け入れられた。
1970年代にアメリカ食品医薬品局が化粧品用の成分として認可した。
1980年代になると新しい日焼け剤が市場に現れたが、DHAの製造工程も効率化され、さらに品質の良いものが作られるようになった。紫外線による日焼けの害も認識され始め、サンレスタンニングの需要はますます高まった。
今日、DHAは最も効率的な日焼け剤成分として認識され、サンレスタンニング用の日焼け剤市場で主力の成分の一つである。これは単独で、もしくはエリトロースなど他の日焼け剤と混合して用いられる。
通常、日焼け剤にはDHAが1-15%の範囲で含まれている。薬局で市販されているものには3-5%、専門的な処方では5-15%のものが売られ、その割合によって薄い茶色から濃い茶色まで色が変わる。濃度の低いものは初心者向けであるが、望みの色を実現するには何重にも塗らなければならない。濃度の高いものは一度の塗布で濃い色が得られるが、色むらや筋ができやすい。塗布してから2-4時間で効果が現れ、48-72時間かけて色が濃くなっていく。
一度着色されると、汗をかいたり石鹸で洗ったりしても色は落ちず、3-10日間程度で徐々に薄くなる。剥離させたり、長い間水に浸したり、激しく汗をかいたりすると色は落ちやすくなる。
DHAは無害の日焼け剤であるが、まれに接触性皮膚炎を起こすことがあると報告されている。しかしこの大部分は、防腐剤、他の着色料、香料などが原因であると考えられている。